# 루나 헨드릭스
루나 헨드릭스(네덜란드어: Loena Hendrickx, 네덜란드어 발음: [ˈlunaː ˈɦɛndrɪks], 1999년 11월 5일~)는 벨기에의 피겨스케이팅 선수이다. 벨기에 역사상 가장 뛰어난 싱글 스케이팅 선수로 2018년과 2022년 동계 올림픽에 참가하였다. 벨기에 선수권 대회 5회 우승(2017, 2018, 2019, 2022, 2023)을 달성했으며, 벨기에 여자 싱글 선수로는 최초로 피겨스케이팅 그랑프리에서 메달을 획득했다. 2022년 세계 선수권 대회에서 준우승을 차지하며 벨기에 여자 싱글 최초로 세계 선수권 대회에서 메달을 획득했다.

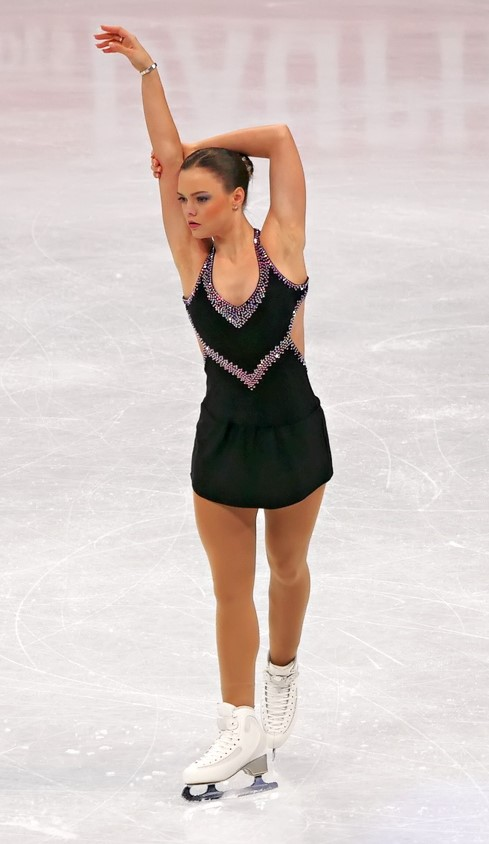
2017년 세계 선수권 대회 당시의 헨드릭스

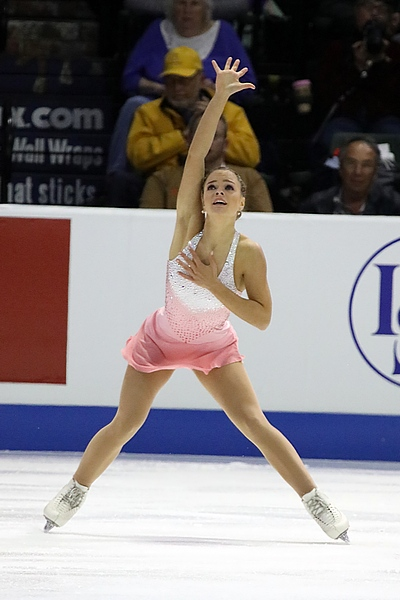
2018년 스케이트 아메리카 당시의 헨드릭스

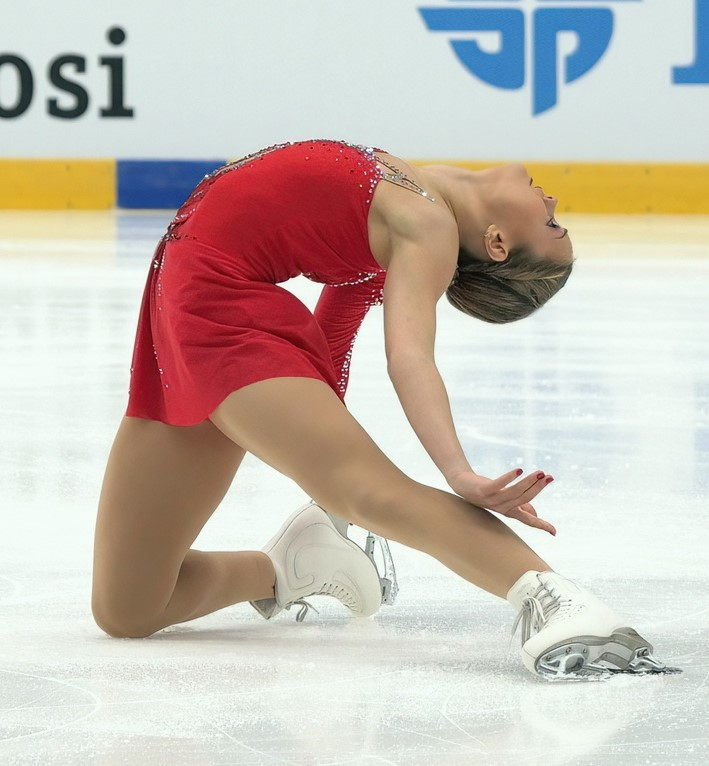
2021년 핀란디아 트로피 당시의 헨드릭스

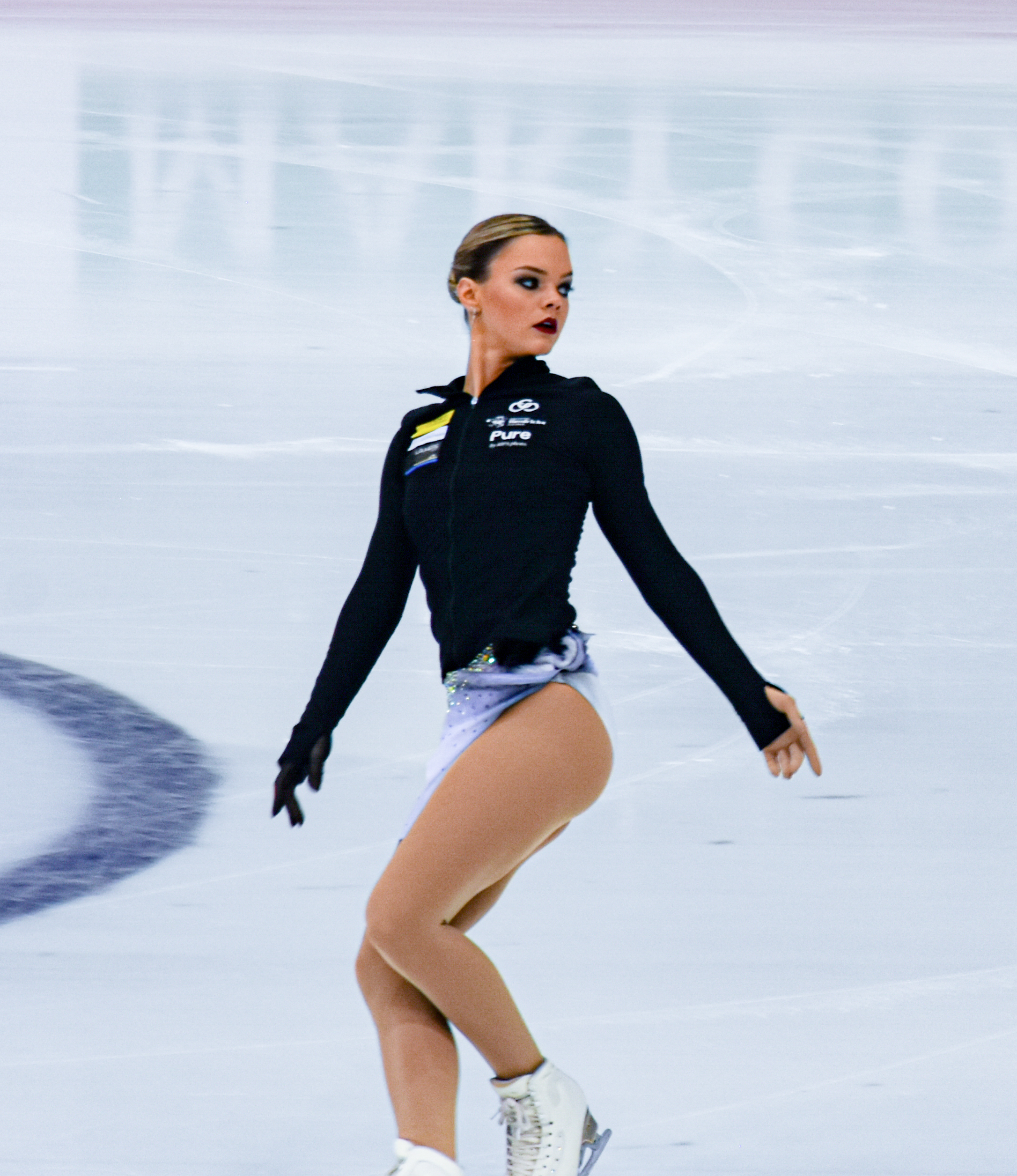
2022–23 그랑프리 파이널 당시의 헨드릭스

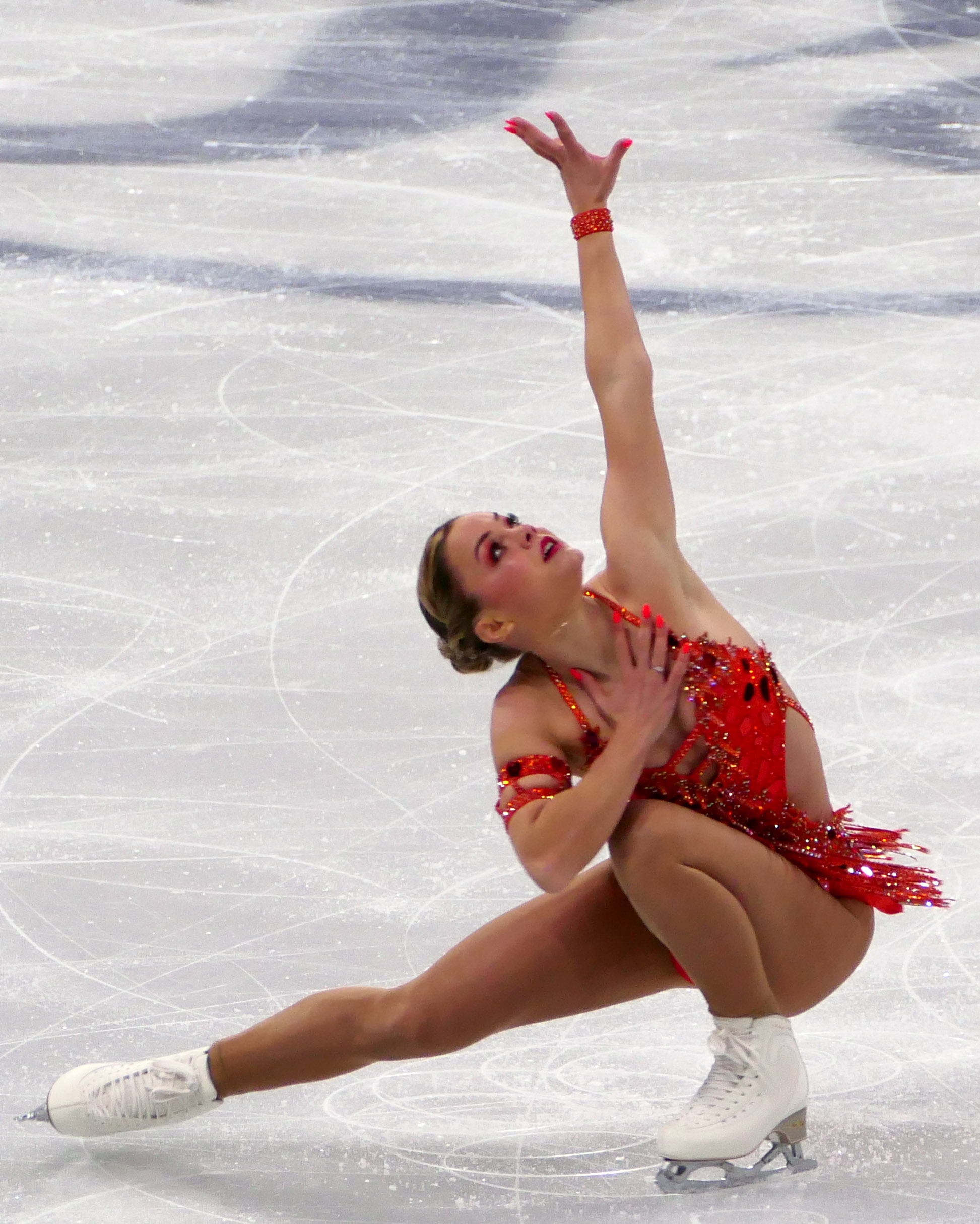
2024년 세계 선수권 대회 당시의 헨드릭스

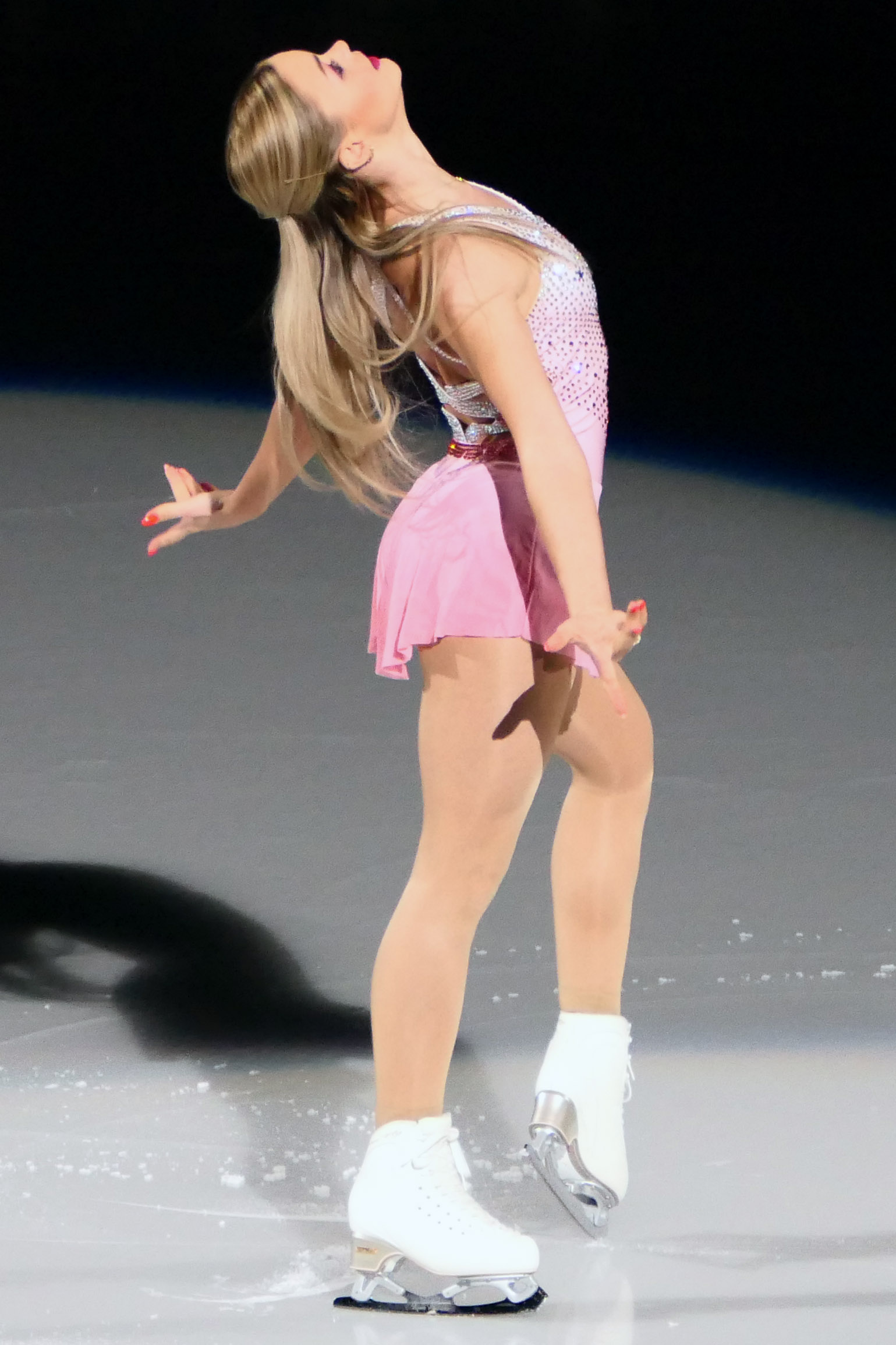
2024년 세계 선수권 대회 갈라쇼 당시의 헨드릭스